# Dawid Kruiper
Dawid Kruiper (officieel Dawid Kruiper Plaaslike Munisipaliteit) is een gemeente in het Zuid-Afrikaanse district ZF Mgcawu.
Dawid Kruiper ligt in de provincie Noord-Kaap en telt 100.494 inwoners.
De gemeente is ontstaan in augustus 2016 door het samenvoegen van de gemeenten Mier en //Khara Hais. De ongewone spelling van de naam, met de glief //, komt voort uit de transcriptie van de klikklank gebruikt in het Kxoe, het dialectcontinuüm waarin de naam zijn oorsprong vindt.